# Караванке
Караванке (на словенски: Karavanke; на немски: Karavanken) е планински хребет в крайната югоизточна част на Алпите, разположен на територията на Словения, Австрия и Италия. Простира се на протежение около 100 km от запад на изток между долините на реките Драва на север и Сава на юг, десни притоци на Дунав. На запад, на границата между Австрия и Италия седловина висока 613 m отделя планината Караванке от Карнийските Алпи, а на югозапад долината на река Сава – от Юлийските Алпи. Максимална височина връх Гринтавец (2558 m), издигащ се в т.нар. Савински Алпи на територията на Словения. На югоизток хребетът се свързва с масива Менина (1508 m). Изграден е предимно от варовици и доломити, като гребенът му е силно разчленен, склоновете му са стръмни с множество трогови долини и силно развити карстови форми. На север текат къси и бурни десни притоци (Межа и др.) на река Драва, а на юг – леви притоци (Савиня и др.) на река Сава. Склоновете на планината са обрасли с широколистни (дъб, бук) и иглолистни (смърч, ела, бор) гори, а районите над 1700 – 1800 m са заети от храсти и алпийски пасища. На две места хребета е пресечен от шосета, а в централната му част е прокопан 9-километров жп и шосеен тунел, свързващ градовете Филах в Австрия и Йесенице в Словения. По северното му подножие са разположени австрийските градове Филах и Клагенфурт, а по южното – словенските градове Йесенице, Блед, Кран и Камник.